# Natasha Cloud
 seit 2025 New York Liberty
 
Natasha Cloud (* 22. Februar 1992 in Broomall, Pennsylvania) ist eine US-amerikanische Basketballspielerin der nordamerikanischen Profiliga Women’s National Basketball Association (WNBA).

## Karriere
Vor ihrer professionellen Karriere in der WNBA spielte Cloud von 2010 bis 2011 College-Basketball für das Team der University of Maryland und von 2012 bis 2015 für die Mannschaft der Saint Joseph’s University in der Liga der National Collegiate Athletic Association (NCAA). 
Beim WNBA Draft 2015 wurde sie an 15. Stelle von den Washington Mystics ausgewählt, für die sie von 2015 bis 2019 spielte und in deren Kader sie seit 2021 erneut steht. In der Saison 2019 gewann sie mit den Mystics die WNBA-Meisterschaft. In der Saison 2022 war sie die Ligaanführerin bei der durchschnittlichen Anzahl der Assists.
Während der WNBA-Off-Season 2015/2016 spielte Cloud für den türkischen Verein Beşiktaş JK. Seit 2016 steht sie bei dem australischen Verein Townsville Fire unter Vertrag.